# 龙场镇 (宣威市)
龙场镇，是中华人民共和国云南省曲靖市宣威市下辖的一个镇。

## 行政区划
龙场镇下辖以下地区：
龙场村、乐树村、得所村、龙林村、联峰村、阿直村、罗营村、黄村、勺姑村、五里村、旧营村、隆庄村和志戛村。